# Mariane Orlando
Signe Mariane Orlando Jönsson, född Orlando 1 juni 1934 i Stockholm, är en svensk ballerina, danspedagog och dansrepetitör.

## Biografi
Efter Operans balettelevskola engagerades hon 1948 vid Kungliga Operan i Stockholm där hon 1953 blev premiärdansös - den yngsta någonsin, endast 18 år - efter en fantastisk debut i baletten Svansjön. 2008, 74 år gammal, gestaltade hon drottningen i Svansjön vid ett gästspel i Peking.
Tilldelades 1977 Teaterförbundets guldmedalj för "utomordentlig konstnärlig gärning".